# Окція
О́кція (лат. Occia; померла в 19 році, Рим, Римська імперія) — римська державна діячка і жриця, імовірно, займала посаду старшої весталки.

## Біографія
Окція походила з неіменитого плебейського роду, представники якого вперше з'являються в письмових джерелах, що збереглися, лише з середини II століття до н. е., коли Рим вів затяжну війну в Близькій Іспанії. Тоді під керівництвом проконсула Квінта Цецилія Метелла (згодом — Македонського) у званні легата служив Квінт Окцій, який за виявлену в боях з місцевими племенами мужність був прозваний «Ахіллесом». Серед інших Окціїв слід відзначити також дуумвіра часів диктатури Луція Корнелія Сулли, ім'я якого фігурує в груповому написі з Помпей.
Про саму Окцію, втім, відомо тільки, що померла вона в 19 році. При цьому Окція, імовірно, будучи старшою серед жриць богині Вести, за словами Тацита, «протягом п'ятдесяти семи років з найбільшим благочестям керувала священнодійствами весталок».
На честь Окції названо один з кратерів найбільшої малої планети Сонячної системи.